# Pica-pau-anão-canela
Pica-pau-anão-canela (nome científico: Picumnus fulvescens) é uma espécie de ave pertencente à família dos picídeos. É endêmico do leste do Brasil. Está ameaçado pela perda de habitat.